# 반도가극단
반도가극단에 대해 설명한다.
1939년 빅타레코드 연주자로있던 박 구(본명:박창석)가 조선 최초로 히비끼재즈오케스트라를 창단해 장안에 화제가 되었고 그 이듬해 운영이 부실한 빅타가극단을 서민호와 함께 인수하며 반도가극단으로 개칭하였다. 연출가 서항석 배우 임천수 서혜영 등, 클래식을 전공한 성악가를 중심으로 창단했다. 당시 최고의 가극단으로 북한 지역과 만주, 상해 홍콩 등지에서 공연을 한 바 있다. 특히 반도가극단은 일제 강점기 말에 라미라가극단과 더불어 조선어로 연극을 하는 단체로 유명했는데 이유는 의도적으로 시대극을 공연했기 때문이다. 독립 운동에 참여하는 우국인사들이 이 극단에 숨어들어 은신처가 되기도 했다. 주요 작품으로는 "심청전,장화홍련전.꿈.춘향전,에밀레종,김유신,장희빈,칠공주"등 한국의 민속극을 위주로 상연했다. 당시 반도가극단에 소속되었던 배우를 보면 " 장치희,백성희 양석천 김희갑,김승호,허장강,임천수,황철 등이 있었고 연출가로는 "서항석, 김익조,서을,음악가로는 민요음악의 거장 형석기,김희조가 있었다. 1956년까지 존속했으나 영화의 대중화로 단체가 해체되었다. 반도가극단의 창업자 박구 단장은 그 후 반도영화사를 창업하여 감독겸 제작자로 영화계에 투신하여 <자유부인>을 비롯한30여 작품을 남기고 1984년 작고했다. 반도가극단의 창업자 박 구 단장의 아들 박경삼(교수)에 의해 재창단이 준비 중에 있으며 재창단 작품으로 가극"심청전"이 기획을 마쳤다. 음악 평론가 박용구는 1940년대 반도가극단과 라미라가극단의 작품을 묶어 '향토가극'이라는 장르로 명명하기도 했다.